# Etsurō Sotoo
Etsurō Sotoo (外尾悦郎?, Sotoo Etsurō; Fukuoka, 1953) è uno scultore giapponese, noto per la sua collaborazione nella decorazione della basilica della Sagrada Família a Barcellona.

## Biografia

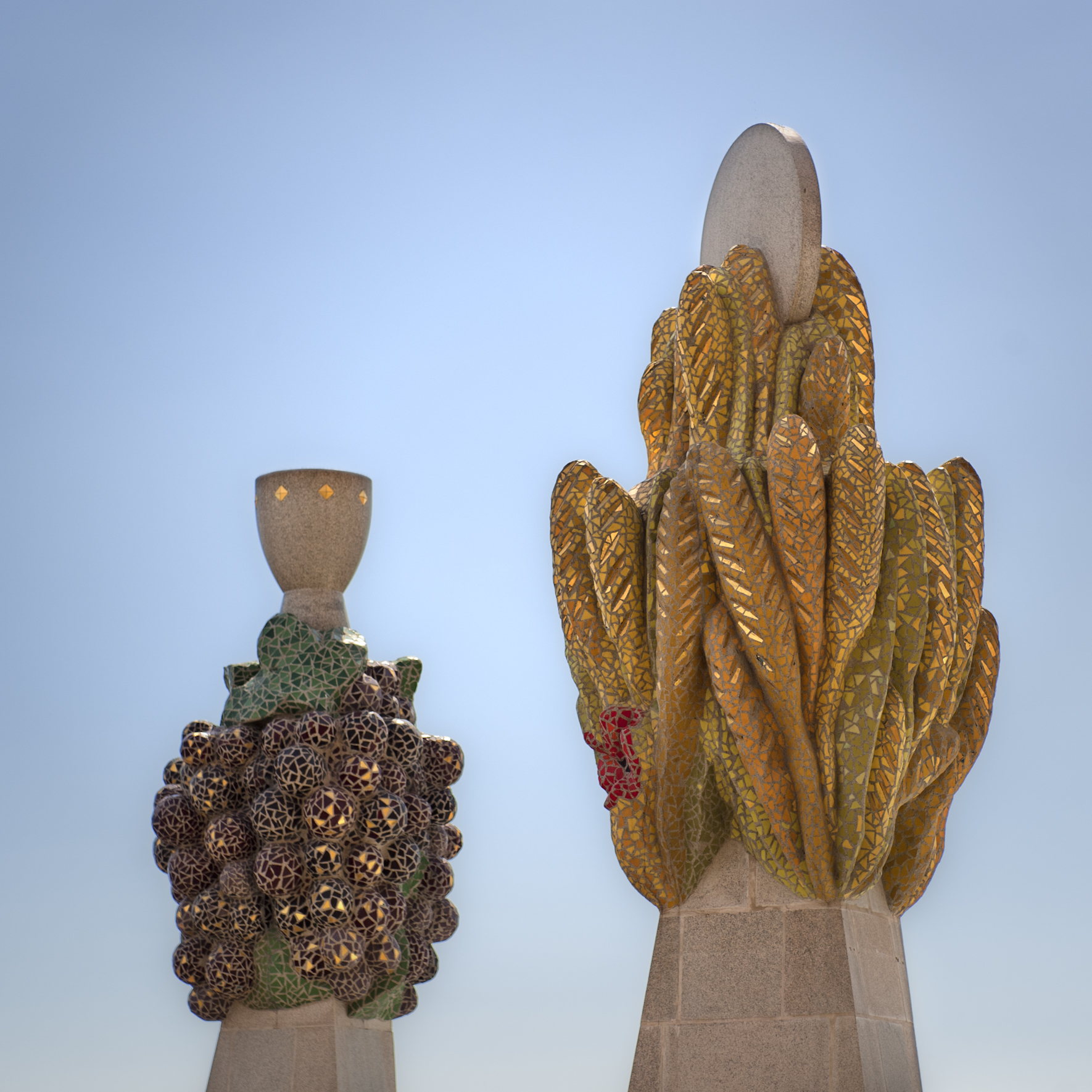
Cesti di frutta sui pinnacoli della Sagrada Família, di Etsurō Sotoo.

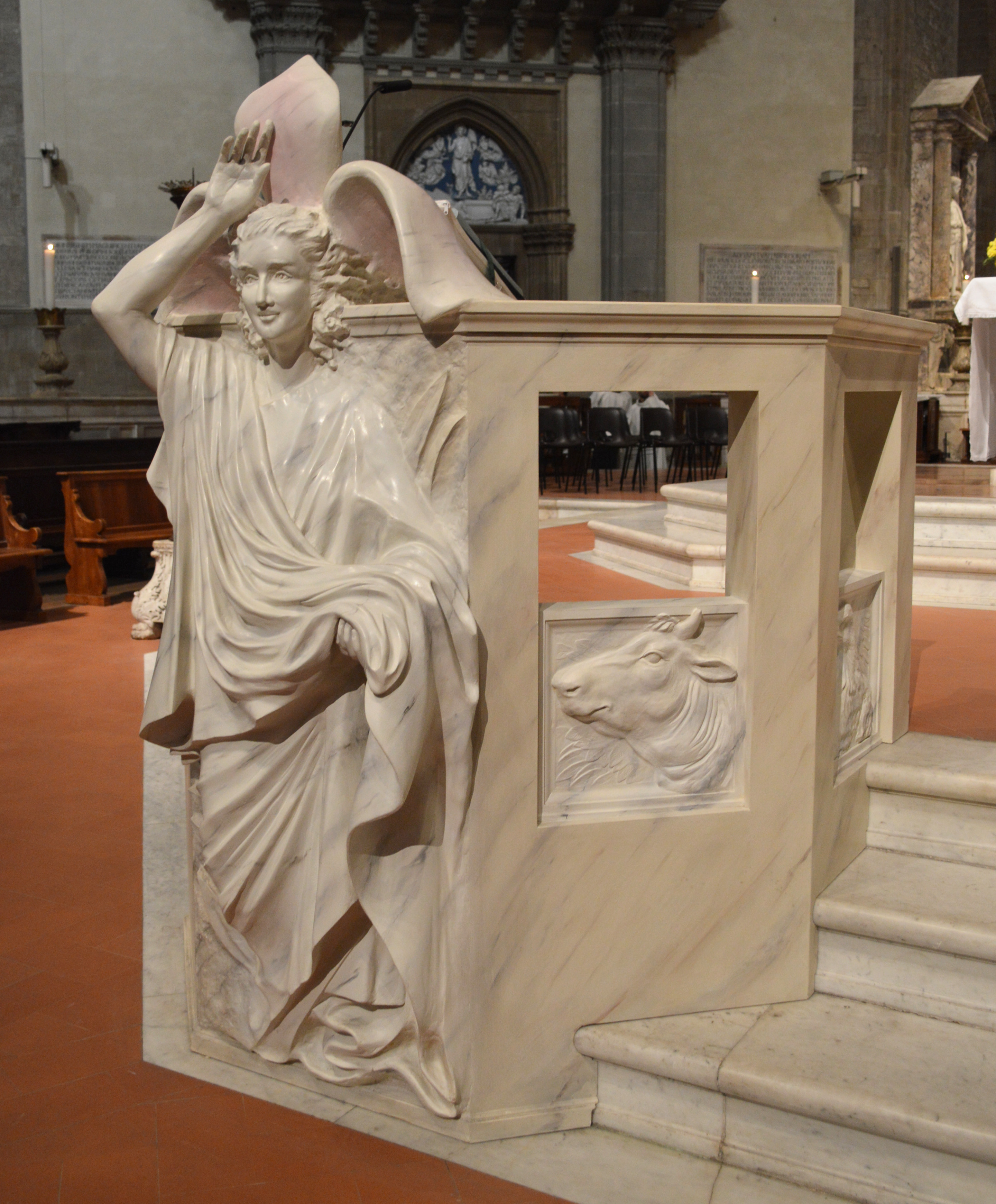
Ambone della cattedrale di Santa Maria del Fiore a Firenze, di Etsurō Sotoo.

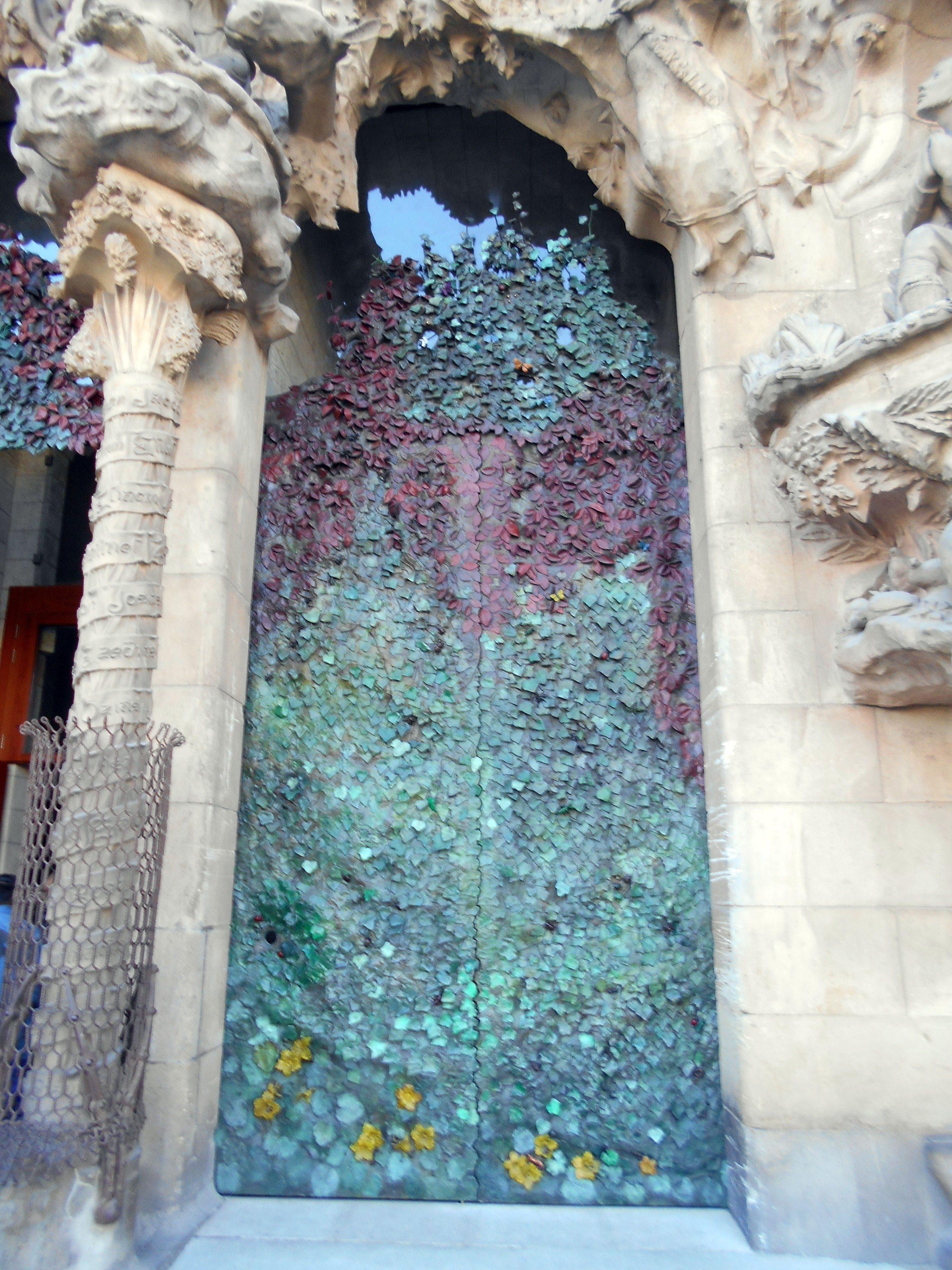
Battenti di Etsurō Sotoo del portale della Carità della Sagrada Família.

Nel 1978 visitando Barcellona rimase colpito dalla Sagrada Família. Chiese lavoro come scalpellista e, dopo aver superato una prova, gli fu concesso. Da allora lavora sulla facciata della Natività, seguendo le istruzioni lasciate da Antoni Gaudí. Tra le altre sculture ha realizzato le figure degli angeli musicisti e i bambini cantanti sulla facciata della Natività, così come i sesti di frutta che coronano i pinnacoli della chiesa. Ha anche progettato le porte che sono state installate sulla facciata della Natività di alluminio policromo e vetro decorato, con piante, insetti e piccoli animali. Egli ha anche fatto quattro gargolle da installare nelle torri degli evangelisti, attualmente in costruzione. Inoltre è stato incaricato di restaurare le sculture del portale del rosario, danneggiate durante la guerra civile spagnola. Sta lavorando anche sulla progettazione delle campane tubolari che Gaudì pensò di installare nelle torri campanarie delle tre facciate della Sagrada Familia.
Egli è anche autore di un monumento che commemora il 150º anniversario della firma di Louis Vuitton in Barberà del Vallès (2004), così come il monumento del Ángel del encaje (2003) a Arenys de Munt e della scultura di Josemaría Escrivá de Balaguer (2004) nella chiesa Montalegre di Barcellona. In Giappone è autore della scultura "La nascita" (1985) e "Il vecchio e la ragazza" (1988) al Museo d'Arte Chohachi di Matsuzaki, così come la scultura "Ananas" (1993) al Fukuoka Stadium e presso l'Istituto di Fukuoka ha realizzato "I Cinque Elementi" (1997), un monumento di 1500 m² dedicato ad acqua, vento, cielo, fuoco e terra. Nel 2015 ha realizzato l'ambone della cattedrale di Santa Maria del Fiore a Firenze.
Sotoo è visiting professor alla Kyushu University User Science Institute, School of Engineering Main Bldg, e ambasciatore di Kesennuma, Rias Sanriku (Giappone). Inoltre è anche vice presidente del Centro nipponico di Canet de Mar.

## Premi e riconoscimenti
- Premio internazionale medaglia d'oro al merito della cultura cattolica, 2011

## Vita privata
Il suo studio e la sua ammirazione per Gaudí l'hanno portato, all'età di 37 anni, alla conversione al cattolicesimo, battezzandosi con il nome di Lluc Miquel Àngel (in italiano Luca Michelangelo).